# Skidalpinism

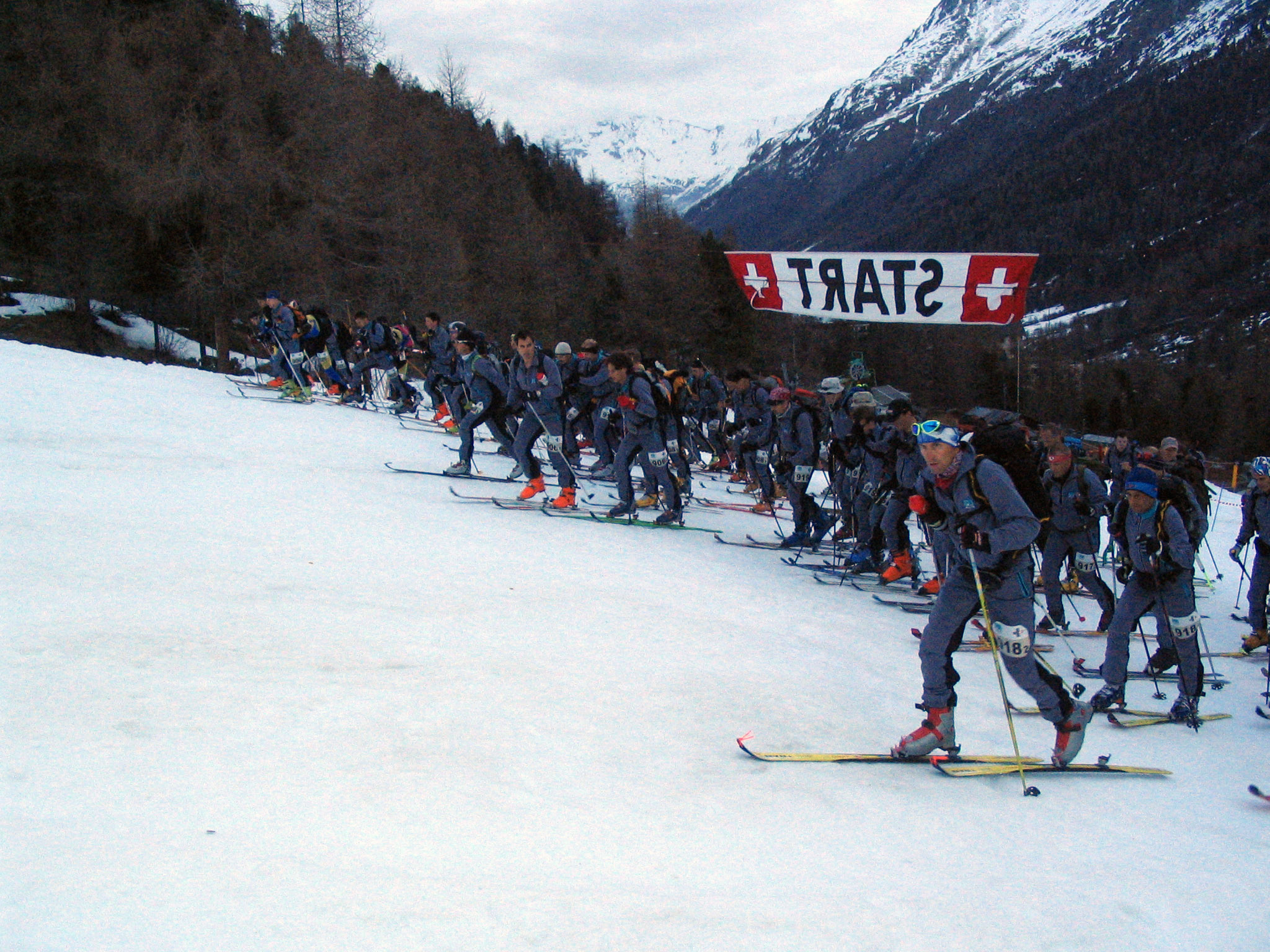
Starten av loppet Patrouille des Glaciers 2006.

Skidalpinism (ibland skimo, efter engelska ski mountaineering) är en skidsport där utövarna bestiger berg med skidor, för att sedan åka utför. Tävlingarna går vanligtvis runt en spårad bana, med branta inslag där skidorna bärs på ryggen. Sporten är populär i trakterna kring Alperna.
Skidalpinism kommer göra debut som olympisk sport vid Olympiska vinterspelen 2026 i Milano.